# Cheurfa n'Bahloul
Pour les articles homonymes, voir Bahloul.
Cheurfa n'Bahloul (aussi appelé Cheurfa, ou encore Cheurfa El Bahloul[réf. nécessaire]) est un village kabyle de la commune d'Azazga, daïra d'Azazga, wilaya de Tizi Ouzou. Le village de Cheurfa n Bahloul fait partie du Âarch des Aït Ghobri.

## Localisation
Cheurfa n'Bahloul est un des villages de la commune d'Azazga, de la wilaya de Tizi-ouzou. Le village est situé à environ 3 km à l'est du chef-lieu et à 40 km de Tizi-Ouzou.
Le village abrite le mausolée du saint patron éponyme Sidi Bahloul ben Assem.

## Histoire
Selon la tradition, le Saint Homme Sidi Bahloul ou Assem sanhadjien de Sakiet El Hamra est venu apprendre le Coran dans la région d'Azazga. Ses descendants sont les Bahloul de Béni Boumessaoud à Bejaia.
Cheurfa n Bahloul a joué un grand rôle dans l'histoire de la Grande Kabylie avec les liens de sa Zaouïa avec la Zaouïa Sidi Ali Ou Taleb de Koukou aux XVe, XVIe et XVIIe siècles et avec la Rahmania aux XVIIIe et XIXe siècles (liens avec Cheurfa de Boudjellil, avec Ibahlal près de Tazmalt, Hanif et d'autres Cheurfa de Kabylie et du Maghreb)[réf. nécessaire].
Cheurfa n'Bahloul est le 1er village rallié par le Colonel Mohand Oulhadj, chef de la Wilaya III après le cessez-le-feu de 1962 marquant l'indépendance de l'Algérie[réf. nécessaire].

## Infrastructures et équipements
Le village possède un bureau de poste, un stade, une grande mosquée qui est aussi école coranique et un sanctuaire (appelé taqubbet en berbère, et adharihe en arabe). Il existe également depuis peu[Quand ?] une annexe administrative de la mairie d'Azazga.

## Patrimoine
Sidi Bahloul et Sidi M'hamed ben Bahloul sont des saints soufis marabouts, 
Mourabittines sanhadjiens de Sakiet El hamra (ou imrabden, en langue kabyle), qui ont vécu aux XVe et XVIe siècles, durant la même période que Sidi Yahia El Aïdli de Tamokra dans la région d'Akbou.
Chorfa n'Bahloul abrite :
- le mausolée du marabout et saint patron, Sidi M'hamed ben Bahloul (ou Ahmed fils de Bahloul Ouarsenis El Ghobrini) ;
- une zaouïa, très visitée durant les fêtes religieuses telles l’Achoura le Mouloud et l’Aïd.